# Manuel Sánchez López
Manuel Sánchez López (Córdoba, España, 13 de septiembre de 1988), más conocido como Manuel Sánchez, es un futbolista español que juega en la posición de pivote zurdo en el Real Ávila Club de Fútbol de Tercera División. Se retiró del fútbol profesional en agosto de 2020 tras ascender Primera División con el Elche Club de Fútbol e ingresó en la Escuela Nacional de Policía.

## Trayectoria
Se formó en las categorías inferiores del Córdoba Club de Fútbol y  tras su paso por el CD. Montalbeño (Córdoba) debutó en Segunda B con 19 años en las filas del Écija Balompié, con el que jugó dos campañas para pasar al Club Polideportivo Ejido. Manolín dio el salto entonces al fútbol murciano de la mano del Club de Fútbol La Unión, con el que jugó 30 partidos en la temporada 2011-2012, 28 de ellos como titular (sumó 2.485 minutos) y marcó cuatro goles. 
El siguiente curso se marchó al Club Deportivo Guijuelo, también de Segunda B, para en la 2013-2014 volver a la Región para militar en La Hoya Lorca Club de Fútbol con José Miguel Campos. Disputó con el equipo lorquino 30 partidos y 2.292 minutos, marcando un gol.
La campaña 2014-2015, bajo la dirección de Luis García Tevenet, jugó 34 partidos con el Sociedad Deportiva Huesca y logró el ascenso a Segunda División, categoría para la que le reclutó el Club Atlético Osasuna en el mercado de invierno en la 2015-2016, disputando 21 encuentros y volviendo a lograr un salto de categoría, en este caso a Primera División.
En verano de 2016 recaló en el AD Alcorcón, con el que solo llegó a disputar 5 encuentros de Liga y 1 de Copa del Rey, decidiendo cambiar de aires al no entrar en los planes de Julio Velázquez, quien se hizo cargo del conjunto madrileño en octubre de 2016. Desde el 30 de noviembre de 2016, Manolín fue apartado del equipo madrileño junto al central Iván González y el delantero Luis Fernández, aunque el Alcorcón no había dado explicaciones de la situación.
En diciembre de 2016, se convierte en el primer refuerzo del mercado de invierno del UCAM Murcia CF.
En 2017 ficha por el Elche C. F., logando el ascenso a primera división en la temporada 2019-2020.
En agosto de 2020 se retiró del fútbol profesional tras ascender a la Primera División de España con el Elche Club de Fútbol Jugará al fútbol en un equipo de Tercera División, el Real Ávila CF, para compatibilizar el fútbol con sus estudios en la Escuela Nacional de Policía.

## Clubes
| Club                          | País   | Año       |
| ----------------------------- | ------ | --------- |
| Écija Balompié                | España | 2007-2009 |
| C. P. Ejido                   | España | 2009-2010 |
| Córdoba C. F. "B"             | España | 2010-2011 |
| C. F. La Unión                | España | 2011-2012 |
| C. D.Guijuelo                 | España | 2012-2013 |
| La Hoya Lorca C. F.           | España | 2013-2014 |
| S. D. Huesca                  | España | 2013-2015 |
| C. A. Osasuna                 | España | 2016      |
| Agrupación Deportiva Alcorcón | España | 2016      |
| UCAM Murcia Club de Fútbol    | España | 2017      |
| Elche Club de Fútbol          | España | 2017-2020 |
| Real Ávila Club de Fútbol     | España | 2020-2021 |
| UD Ilicitana                  | España | 2021-2022 |